# Губерт фон Гесслін
Губерт фон Гесслін (нім. Hubert von Hößlin; 2 березня 1882, Аугсбург — 23 червня 1968, Пеккінг) — німецький офіцер, генерал-майор вермахту. Кавалер Німецького хреста в сріблі.

## Біографія
Виходець з і знатного роду Гесслін. Син генерал-лейтенанта Ріхарда фон Гессліна (1853-1930) і його дружини Аґнес офн Зюсскінд-Швенді.
Після закінчення гімназії 6 липня 1900 року поступив на службу в Баварську армію. В 1910-1913 роках навчався на офіцера Генерального штабу у Військовій академії. Учасник Першої світової війни, воював на Східному фронті.
Після демобілізації армії був прийнятий на роботу в Національний архів. У складі добровольчих частин брав участь у придушенні Баварської Радянської Республіки. З 9 квітня 1920 року працював у Національному архіві в Берліні, з липня 1922 року — головний архіваріус Баварського військового архіву в Мюнхені.
4 грудня 1934 року поступив на службу в рейхсвер. З середини 1936 року служив у Генштабі 7-го армійського корпусу. З 1 квітня 1941 до 30 листопада 1943 року — заступник начальника штабу 3-го армійського корпусу, після чого 3 місяці перебував у резерві і бів призначений начальникмо штабу 12-го армійського корпусу. 31 грудня 1944 року вийшов у відставку.

## Сім'я
В 1914 році одружився з Розою Ріст. В шлюбі народились 3 синів — Роланд, Гартмут і Луїтґард.

## Звання
- Фенріх (6 липня 1900)
- Лейтенант (9 березня 1902)
- Обер-лейтенант
- Ротмістр (25 січня 1914)
- Майор (5 березня 1935)
- Оберст-лейтенант (1 жовтня 1936)
- Оберст (1 квітня 1941)
- Генерал-майор (1 вересня 1943)

## Нагороди
- Почесний хрест ветерана війни з мечами
- Медаль «За вислугу років у Вермахті» 4-го класу (4 роки)
- Хрест Воєнних заслуг 2-го і 1-го класу з мечами
- Німецький хрест в сріблі (30 березня 1944)